# Euophrys namulinensis
Euophrys namulinensis là một loài nhện trong họ Salticidae.
Loài này thuộc chi Euophrys. Euophrys namulinensis được Hsen Hsu Hu miêu tả năm 2001.